# Posse Impossible
Polícia desmontada (Posse Impossible (em inglês) é um desenho com produção Hanna-Barbera. Estreou em 1977 e teve apenas 13 episódios. Faz parte do show da Ursuat.
O Xerife Tiro Certo e seus fiéis funcionários, Valentino, Vareta e Chorão, vão atrás de grandes bandidos no Velho Oeste. Apesar de sempre causarem confusão, no final os bandidos sempre são presos.

## Episódios[1]
1. Valentinho e Lili (Big Duke and Li'l Lil) - Nossos heróis tem muito trabalho para resgatarem uma dançarina.
2. Encrenca em Fantasmolândia (Trouble at Ghostarado) - O Xerife e a turma vão minerar prata.
3. O Não Tão Grande Assalta o Trem (The Not So Great Train Robbery) - A Polícia vai atrás de alguns ladrões.
4. O Touro Brahma do Alabama (The Alabama Brahma Bull) - Um gado e alguns ladrões de gado!
5. A Fuga do Bando Sancho (The Crunch Bunch Crashout) - Bandidos desafiam Xerife e a turma!
6. Um de Nossos Rios Está Desaparecido (One of Our Rivers is Missing) - Uma cidade está ficando seca.
7. O Ladrão Mais Vivo do Oeste (The Sneakiest Rustler in the West) - A Polícia desmontada se disfarça de gado para prender um bandido.
8. .......................(Bad Medicine) - Um vendedor de óleo de cobra prova do próprio remédio.
9. O Terrível Bomerino (Busting Boomerino) - Um artista do circo apronta no banco.
10. Alberto, O Esperto (Roger the Dodger) - A Polícia atrás de um malandro esperto.
11. Sam, O Jogador (Riverboat Sam, the Gambling Man) - A Polícia atrás de um bandido no cassino.
12. Kid Invisível (The Invisible Kid) - O Xerife e a turma tentam pegar um bandido que ninguém vê!
13. João Calamidade (Calamity John) - Um ladrão azarado traz azar à cidade.

## Dubladores

### Nos Estados Unidos
- Xerife Tiro Certo: Bill Woodson
- o baixinho Valentino: Daws Butler
- o caipirão magricela Vareta: Daws Butler
- o gorducho Chorão: Chuck McCann

### No Brasil
- Xerife Tiro Certo: ???? e Maurício Barroso
- o baixinho Valentino: Nílton Valério e Élcio Romar
- o caipirão magricela Vareta: ???? e João Jacy (também conhecido como João Batista em SP)
- o gorducho Chorão: Armando Cazella

## Outras aparições
- Hong Kong Fu